# Pizzetto

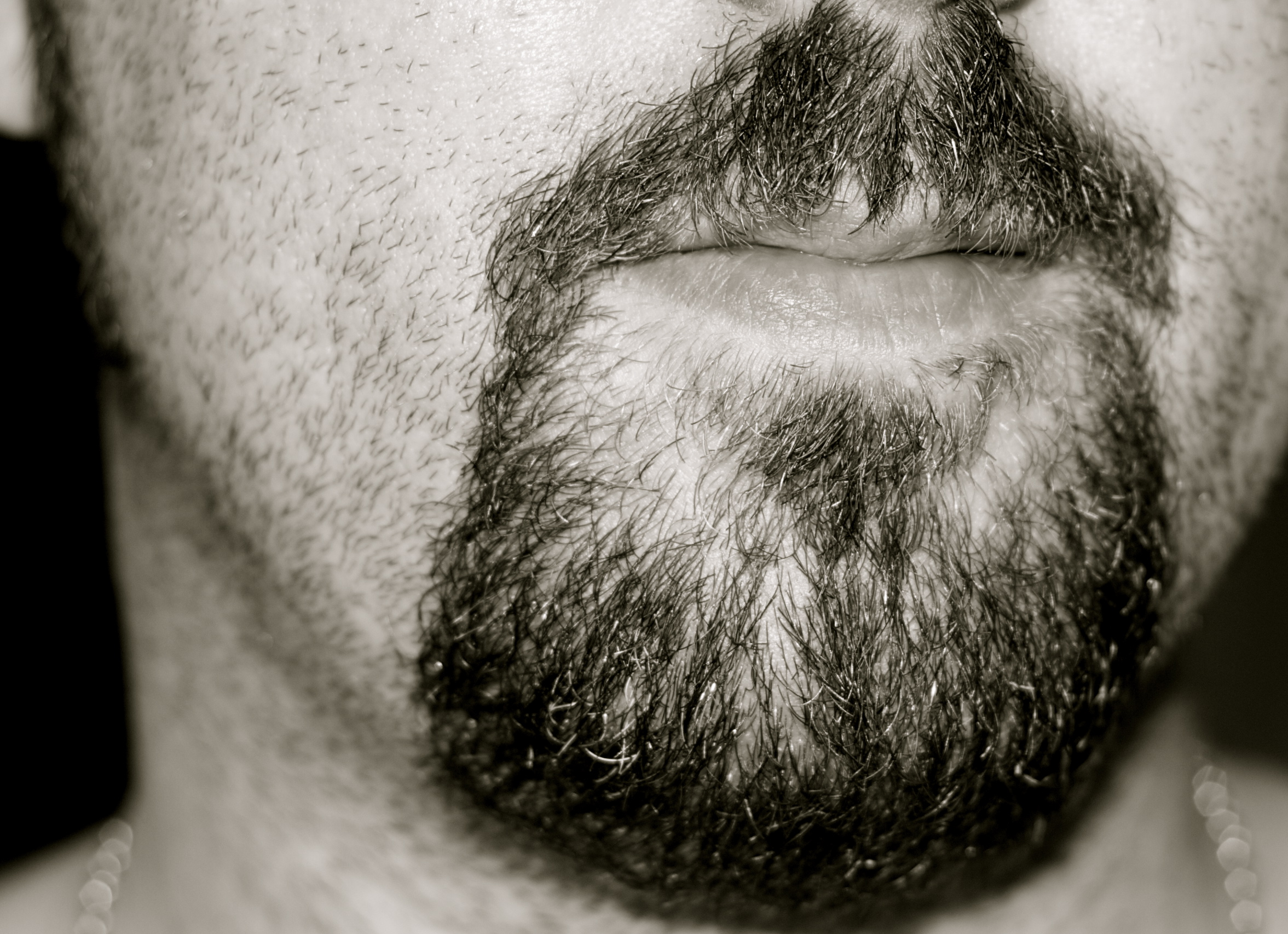
Pizzetto con taglio moderno

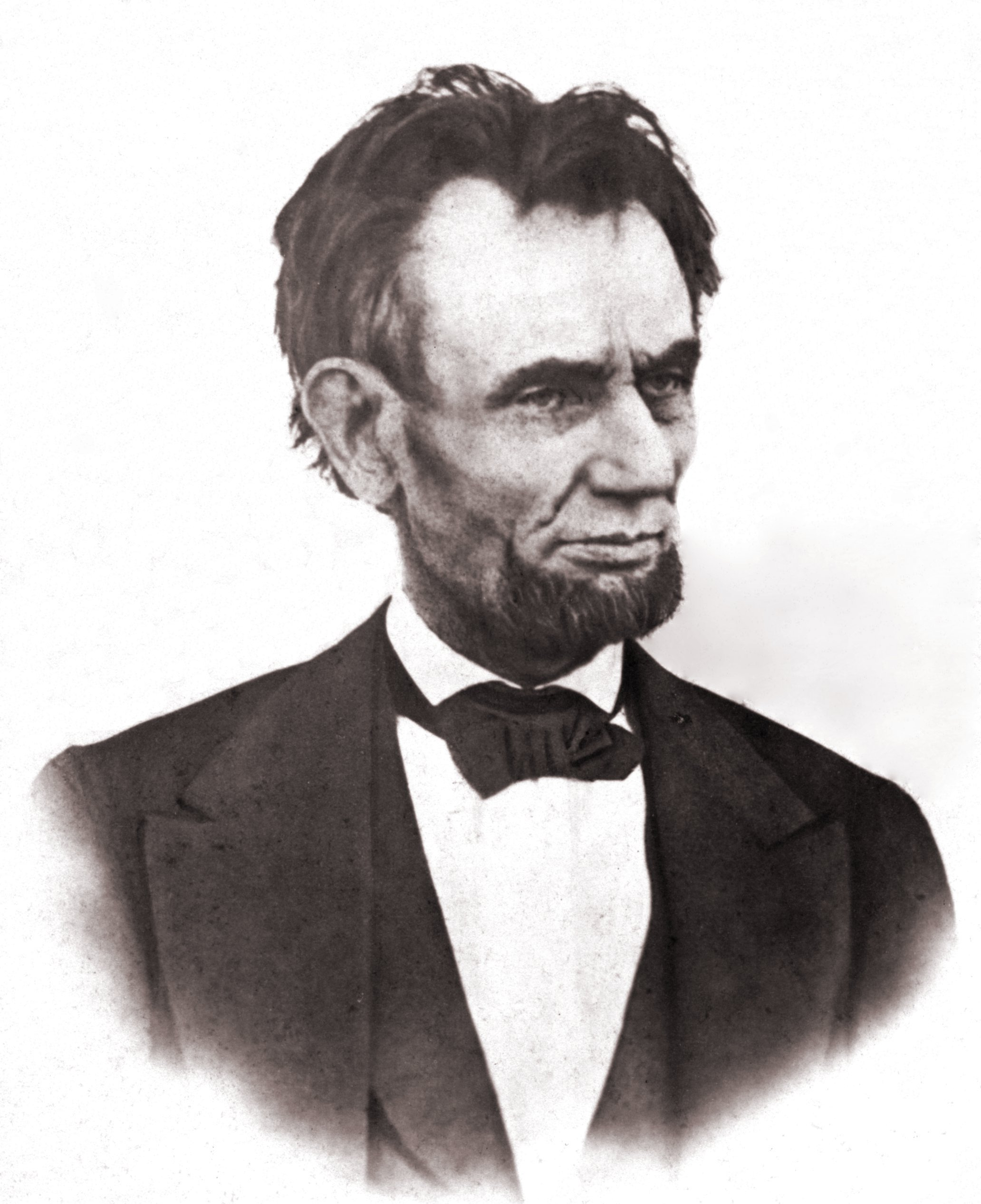
Abraham Lincoln e il suo pizzo

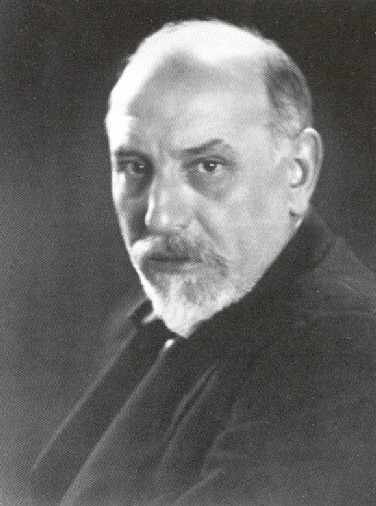
Luigi Pirandello e il suo pizzetto

Il pizzo, più comunemente pizzetto, è la barba che viene rasata sulle guance e fatta crescere sul mento. Il pizzo assume diverse fogge e differenti lunghezze e, spesso, è accompagnato da baffi più o meno folti.
I tipi di pizzetto utilizzati sono molti. Dalla sola barba sul mento, a mento e baffi, fino ai raffinati pizzetti scolpiti, in pratica una sottile linea di barba che, partendo dai baffi, scorre verso il mento lateralmente e, talvolta, anche centralmente. Quest'ultimo tipo di pizzetto necessita di un'attenta manutenzione. Per questo è necessario l'uso di una lama unica e, spesso, l'intervento del barbiere.
Vi sono alcune semplici regole per la sua cura. Il pizzetto deve avere i contorni ben definiti. Se con la barba, infatti, ci si può un po' sbizzarrire, il pizzetto è per i precisi, che controllano la forma scrupolosamente. Più il pizzetto è piccolo, meglio va definito. Se poi oltre al pizzetto si ha la barba bisogna che le due parti siano armoniche, anche se non dovessero avere peli della stessa lunghezza.
Se si ha un viso tondeggiante meglio scegliere un pizzetto raso e sottile, dall'efficace effetto snellente. Se si ha, invece, un viso magro, lungo o il mento appuntito, meglio un pizzetto più corto e ampio. A seconda della crescita, si può anche aggiungere una cosiddetta "mosca", ciuffetto di peli, sotto il centro del labbro inferiore, radendo le aree a destra e a sinistra della stessa,

## Storia
Prima del XVI secolo sono scarse o quasi assenti le fonti iconografiche che ci riportano al pizzetto. Nell'immaginario collettivo è una caratteristica del personaggio di Robin Hood, anche se probabilmente ciò è dovuto alle stampe ottocentesche e ai film che ne hanno narrato le gesta. A fine trecento gli uomini di mezza età sfoggiavano un pizzetto a forchetta, anche se per tutto il basso medioevo si preferivano volti rasati .
Famosa divenne la barba alla Henri Quatre, portata dal re Enrico IV di Francia, molto di moda nel XVII secolo. Si tratta di un pizzo a punta accompagnato da baffi e talvolta da una barbetta rasa nei lati. Prima di Enrico IV, il suo predecessore aveva lanciato la moda dei baffi accompagnati alla mosca. Dal cinquecento al seicento la moda dalla barba si era spostata al pizzetto. D'Artagnan e Van Dyke lo sfoggiarono con baffi arricciati e mosca. A fine secolo il pizzetto (come le altre barbe) cadde in disuso.
In Italia, nell'Ottocento, portavano il pizzo patrioti e carbonari. Negli anni fu anche prerogativa degli alpini, che lo sceglievano in quanto era loro vietato l'uso della barba piena. Molti son stati i personaggi famosi affezionati al pizzo, da Lenin a Pirandello a D'Annunzio.
Cadde in disuso negli anni '20 e per molti anni non venne portato dagli uomini, che preferivano i baffi o i volti glabri. Il movimento hippy non ripescò la moda del pizzetto ma al contrario si preferirono le basette, i baffi e la barba folta come segno di ribellione.
Il pizzetto è tornato di gran moda, soprattutto fra i giovani, solo a partire dalla seconda metà degli anni '90 del XX secolo (era chiamato round beard o circle beard perché era portato tutto unito), dopo che negli anni '80 andava di moda mantenere volti glabri. Il pizzetto degli anni 2000 era spesso accompagnato da una barbetta corta ai lati, tendenzialmente baffi e pizzo erano portati divisi e non uniti come negli anni '90. A partire dagli anni '10 del 2000 la moda è caduta in disuso in favore delle barbe folte.